# Kartini (Binjai Kota)
Kartini is een bestuurslaag in het regentschap Binjai van de provincie Noord-Sumatra, Indonesië. Kartini telt 2836 inwoners (volkstelling 2010).